# Moteur !
Albums de Ange
Vu d'un chien
(1980) À propos de...
(1982)
Moteur ! est le huitième album studio du groupe français de rock progressif Ange.

## Historique
L'album, a été enregistré en 1981 à Londres par le producteur anglais Ken Burgess (en). Il est écrit par Christian Décamps et Francis Décamps, assistés de Didier Viseux pour les chansons Détective Privé et Mourir, souffrir.
La composition du groupe est identique à celle de l'album précédent Vu d'un chien.
Le groupe remercie John Lennon pour la chanson Saga dont certaines phrases commencent par le mot Imagine.

## Titres
| 1. | Tant pis l'Indien             | Christian Décamps / Francis Décamps | 3:46 |
| 2. | Saga                          | Christian Décamps / Francis Décamps | 5:07 |
| 3. | Rien n'est trop beau pour toi | Christian Décamps / Francis Décamps | 2:04 |
| 4. | Mourir, souffrir              | Christian Décamps / Didier Viseux   | 3:40 |
| 5. | Touchez pas à mon ciné        | Christian Décamps / Francis Décamps | 5:04 |

| 1. | Détective privé | Christian Décamps / Francis Décamps - Didier Viseux | 3:01 |
| 2. | Un autre jazz   | Christian Décamps / Francis Décamps                 | 3:13 |
| 3. | Moi, pas idiot  | Christian Décamps / Francis Décamps                 | 4:08 |
| 4. | Assis           | Christian Décamps / Francis Décamps                 | 5:24 |
| 5. | Chatte, Chatte  | Christian Décamps / Francis Décamps                 | 4:07 |

## Musiciens
- Christian Décamps: chant, piano
- Francis Décamps: claviers
- Robert Defer: guitares
- Didier Viseux : basses, chœurs
- Jean-Pierre Guichard : batterie

## Équipe technique
- Tony Taverner : ingénieur du son
- Colin Legett : assistant
- Philippe Huart : pochette